# توروچاک

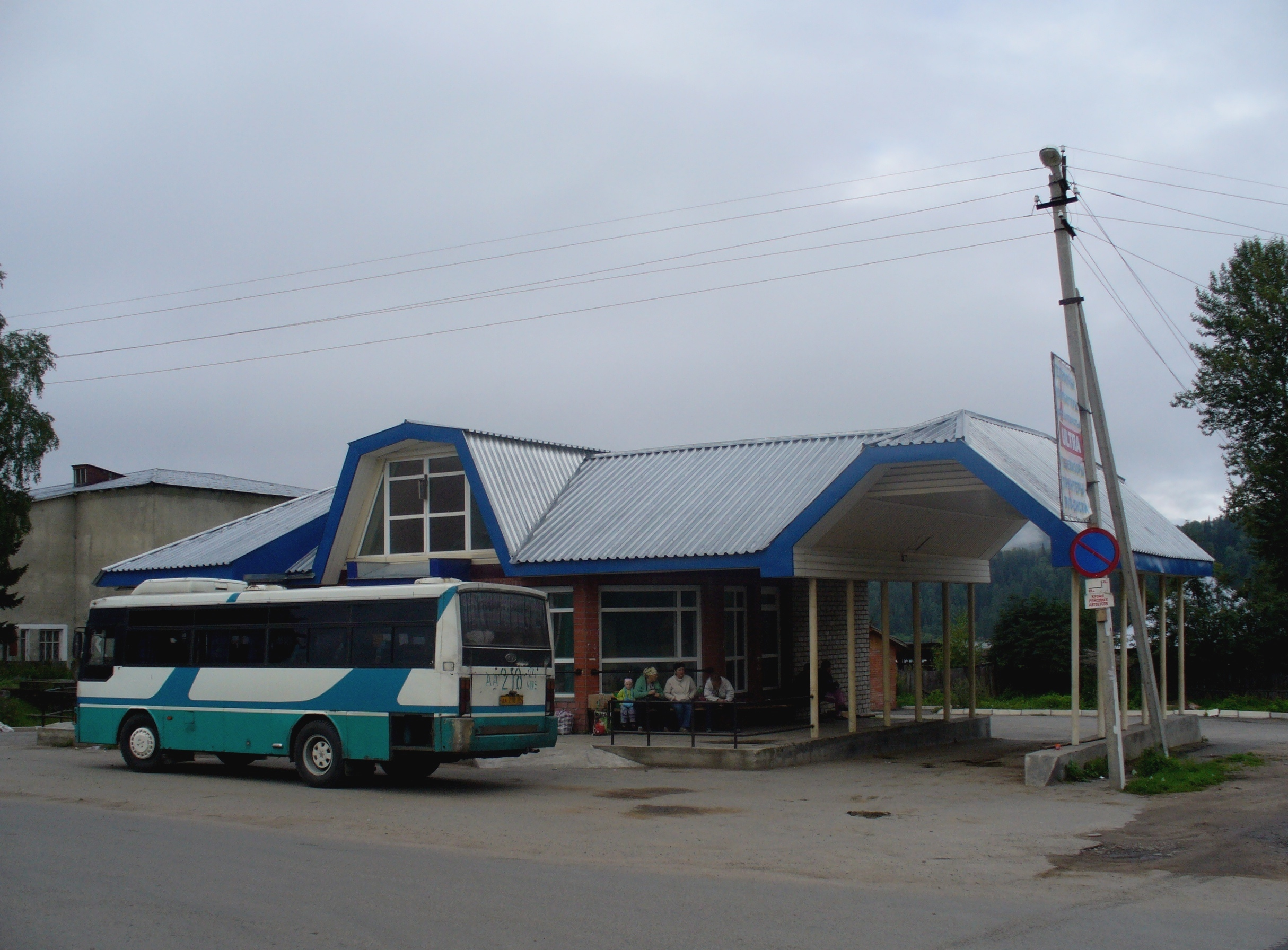
ایستگاه اتوبوس در توروچاک در جمهوری التای

توروچاک (به لاتین: Turochak) یک منطقهٔ مسکونی در روسیه است که در جمهوری آلتای واقع شده‌است.